# Aulacomya atra
Aulacomya atra (escrita con frecuencia erróneamente Aulacomya ater), llamada comúnmente choro o chorito en Perú, cholga o cholgua en Chile y Argentina, es una especie de molusco bivalvo filtrador, nativa de América del Sur, perteneciente a la familia Mytilidae. Se la encuentra en las costas Perú y Chile, específicamente desde el Callao hasta el canal de Beagle, así como en el Archipiélago Juan Fernández. En el Atlántico americano su distribución va desde el sur de Brasil, pasando por la costa patagónica argentina, hasta Tierra del Fuego e Islas Malvinas.
Es una especie comestible, que llega a medir 170 mm de largo y forma parte de la comida típica de Chile, principalmente de los archipiélagos del sur: Calbuco, Chiloé y Guaitecas.
También se la encuentra en los costas de Nueva Zelanda y en África del Sur (donde llega a medir 90 mm de largo), desde Namibia hasta Port Alfred, Sudáfrica, desde el intermareal hasta los 40 m. Se la halla introducida desde América del Sur en Fiordo Moray, Escocia, Europa.

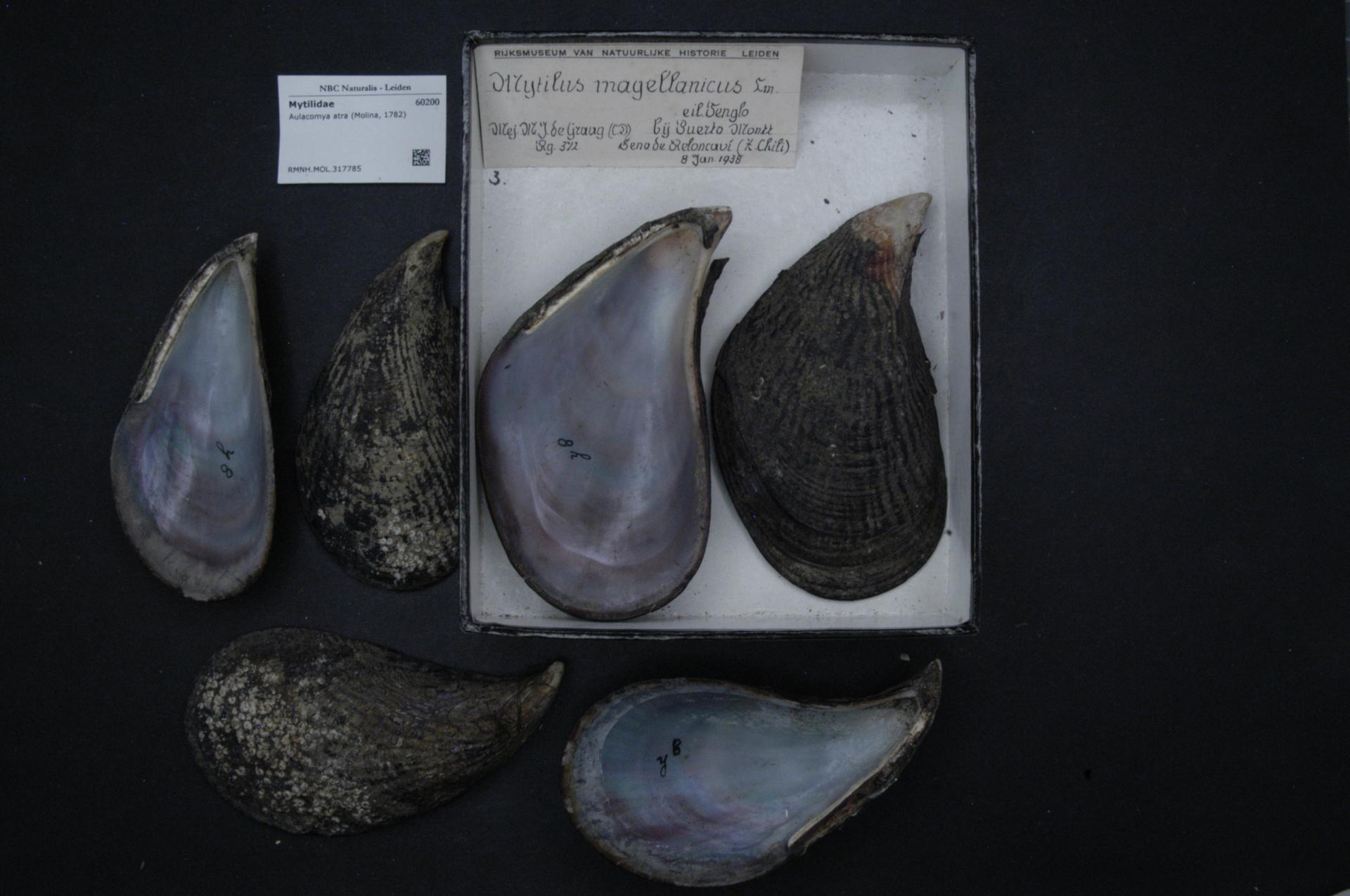
Vista del interior y el exterior de las valvas.

La concha mitiliforme tiene el borde central cóncavo en la mayoría de los ejemplares, mientras que el dorsal es notoriamente más prominente hacia la mitad posterior de la valva. Externamente presenta estrías concéntricas de crecimiento y costillas radiales (estas ranuras perpendiculares la diferencian del exterior de los choros zapatos o maltones: Choromytilus chorus). El perióstraco es de color negro-azuloso brillante a café oscuro; los umbos son curvados y puntiagudos; la charnela tiene un único diente en la valva izquierda. El interior de las valvas es nacarado.

## Usos en el pasado por las poblaciones humanas

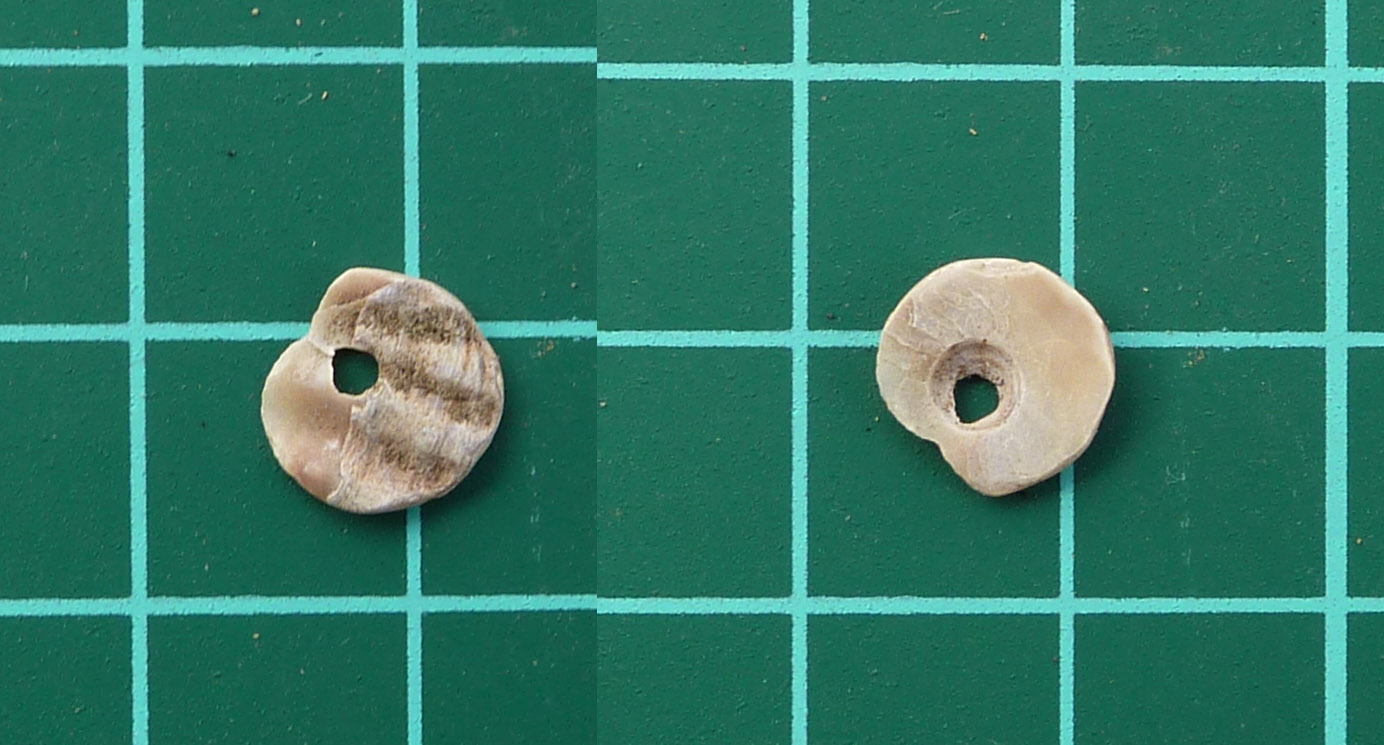
Vista de frente y detrás de una cuenta de collar elaborada sobre concha de Aulacomya atra recuperada en Santa Cruz (Argentina)

Las cholgas fueron una de las principales especies de moluscos consumidas por las poblaciones cazadoras recolectoras de la Patagonia argentina, junto con los mejillones (Mytilus chilensis) y las lapas (Nacella magellanica). Esto se evidencia por la gran cantidad de sitios arqueológicos de tipo concheros que se encuentran a lo largo de, prácticamente, toda la costa patagónica. También se aprovechó su carne en las costas atlánticas de Tierra del Fuego y, en menor medida, en el canal Beagle, aunque allí no fueron el molusco más explotado. Su presencia en estos sitios es por la práctica del marisqueo en las costas cercanas y su descarte en torno a los lugares de vivienda.

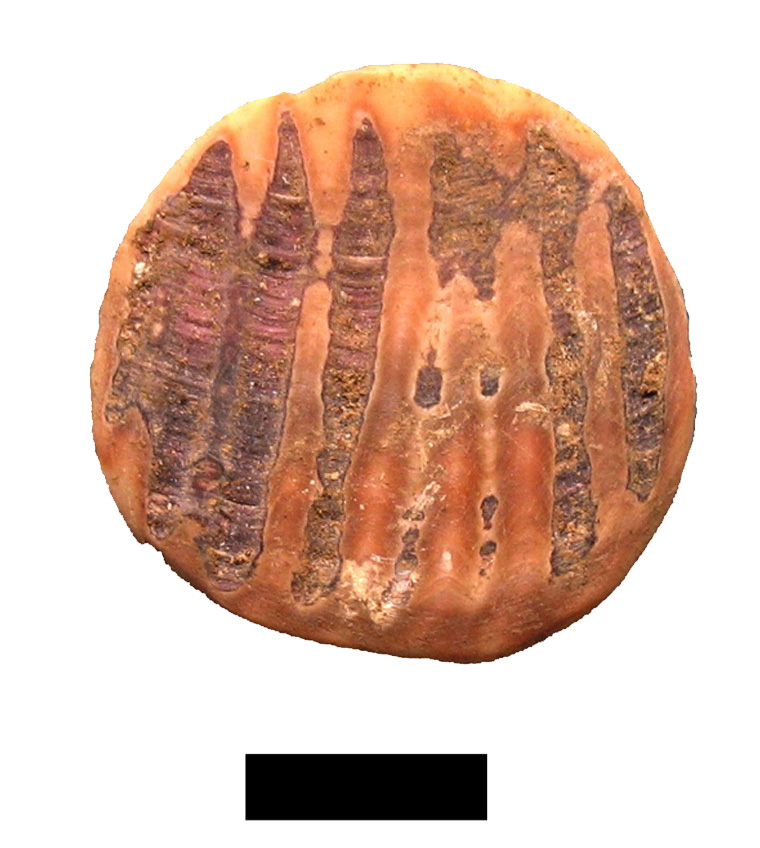
Preforma de cuenta de collar elaborada sobre concha de Aulacomya atra recuperada en Santa Cruz (Argentina).

También se han registrado algunas conchas enteras, o con evidencias de modificaciones antrópicas, en varios sitios arqueológicos del interior de las provincias de Neuquén y Santa Cruz. Por otro lado, las conchas de Aulacomya atra se emplearon a su vez para confeccionar pequeñas cuentas de collar, que se caracterizan por tener una de sus caras de color violáceo con las costillas.